# Vuelta al País Vasco 1987

La XXVII Vuelta al País Vasco, disputada entre el 6 de abril y el 10 de abril de 1987, estaba dividida en 5 etapas para un total de 853 km. El irlandés Sean Kelly sumo su tercera victoria para el palmarés de la prueba.
Participaron los 10 equipos profesionales españoles (Reynolds Seur, Kelme, Teka, BH, Zahor, Seat Orbea, Larios Fagor, Kas, Colchón CR y Dormilón) y 7 equipos extranjeros (Carrera, Del Tongo Colnago, Superconfex, PDM, ADR, Fibok Miller y Pepsi Alba Fanini).

## Etapas
| Etapa              | Fecha    | Recorrido              | km         | Vencedor de la Etapa   | Líder de la general    |
| ------------------ | -------- | ---------------------- | ---------- | ---------------------- | ---------------------- |
| 1ª etapa           | 06/04/87 | Zarauz - Zarauz        | 198        | Manuel Jorge Domínguez | Manuel Jorge Domínguez |
| 2ª etapa           | 07/04/87 | Zarauz - Munguía       | 166        | Rolf Gölz              | Rolf Gölz              |
| 3ª etapa           | 08/04/87 | Munguía - Ibardin      | 184        | Martin Earley          | Martin Earley          |
| 4ª etapa           | 09/04/87 | Vera de Bidasoa - Oyón | 165        | Sean Kelly             | Martin Earley          |
| 5ª etapa (1º Sec.) | 10/04/87 | Oyón - Oñate           | 126        | Alberto Leanizbarrutia | Martin Earley          |
| 5ª etapa (2º Sec.) | 10/04/87 | Oñate - Aránzazu       | 13,7 (CRI) | Sean Kelly             | Sean Kelly             |

## Clasificaciones
| \| 1. \| Sean Kelly KAS \| 22h 16' 31s \| \| 2. \| Rolf Gölz SUP \| a 1' 13s \| \| 3. \| Julián Gorospe REY \| a 1' 17s \| \| 4. \| Jesús Blanco Villar TEK \| a 1' 40s \| \| 5. \| Martin Earley FAG \| a 1' 41s \| \| 6. \| José Luis Laguía REY \| a 1' 54s \| \| 7. \| Acacio Da Silva KAS \| a 1' 57s \| \| 8. \| Ángel Arroyo REY \| a 2' 04s \| \| 9. \| Gianbattista Baronchelli DEL \| a 2' 07s \| \| 10. \| Marino Lejarreta ORB \| a 2' 18s \| |                              |             |
| 1. | Sean Kelly KAS               | 22h 16' 31s |
| 2. | Rolf Gölz SUP                | a 1' 13s    |
| 3. | Julián Gorospe REY           | a 1' 17s    |
| 4. | Jesús Blanco Villar TEK      | a 1' 40s    |
| 5. | Martin Earley FAG            | a 1' 41s    |
| 6. | José Luis Laguía REY         | a 1' 54s    |
| 7. | Acacio Da Silva KAS          | a 1' 57s    |
| 8. | Ángel Arroyo REY             | a 2' 04s    |
| 9. | Gianbattista Baronchelli DEL | a 2' 07s    |
| 10. | Marino Lejarreta ORB         | a 2' 18s    |

| \| 1. \| Sean Kelly KAS 70 puntos \| \| \| 2. \| Frank Hoste FAG 70 puntos \| \| \| 3. \| Manuel Jorge Domínguez BH 48 puntos \| \| |                                     |  |
| 1. | Sean Kelly KAS 70 puntos            |  |
| 2. | Frank Hoste FAG 70 puntos           |  |
| 3. | Manuel Jorge Domínguez BH 48 puntos |  |

| \| 1. \| Sean Kelly KAS 32 puntos \| \| \| 2. \| José Luis Laguía REY 32 puntos \| \| \| 3. \| Martin Earley FAG 22 puntos \| \| |                                |  |
| 1. | Sean Kelly KAS 32 puntos       |  |
| 2. | José Luis Laguía REY 32 puntos |  |
| 3. | Martin Earley FAG 22 puntos    |  |

| \| 1. \| Antonio Provencio COL 17 puntos \| \| \| 2. \| Robert Forest FAG 9 puntos \| \| \| 3. \| Imanol Murga ORB 6 puntos \| \| |                                 |  |
| 1. | Antonio Provencio COL 17 puntos |  |
| 2. | Robert Forest FAG 9 puntos      |  |
| 3. | Imanol Murga ORB 6 puntos       |  |

| \| 1. \| Kas 66h 54' 31s \| \| \| 2. \| Reynolds Seur a 2' 18s \| \| \| 3. \| Superconfex a 5' 11s \| \| |                        |  |
| 1. | Kas 66h 54' 31s        |  |
| 2. | Reynolds Seur a 2' 18s |  |
| 3. | Superconfex a 5' 11s   |  |